# Hypopus
Hypopus (deutonimfa heteromorficzna) – stadium larwalne wielu wolno żyjących roztoczy z kohorty Astigmata. Stadium to pojawia się fakultatywnie i jest przystosowane do forezy lub pasożytnictwa. Foretyczne deutonimfy mają zredukowaną gnatosomę pozbawioną chelicer, przynajmniej częściowo niefunkcjonalny układ pokarmowy, silnie opancerzoną i wypukłą idiosomę, często silnie zredukowane tylne odnóża oraz swoisty narząd czepny w postaci tarczy na odwłoku.